# NGC 2217
NGC 2217是位于大犬座的一个透鏡狀星系，直径约10万光年，距离地球约6500万光年。它是NGC 2217星系群的一部分，它被归类为棒旋星系。
此星系的一个显著的特征是这个星系独有的漩涡形状。它的中心区域恒星非常密集，形成一个独特的，明亮的恒星棒，外围则是一个椭圆形的环。星系的更远处可以看到一螺旋臂紧紧缠绕在恒星棒上，使其几乎形成一个圆环星系。
恒星棒在星系的发展中起着重要的作用。例如，它可以把气体运输到星系的中心而被中央的星系黑洞吞噬，或形成新的恒星。